# Old Crescent Rugby Football Club
 Old Crescent RFC  est un club de rugby irlandais basé dans la ville de Limerick, en Irlande qui évolue dans le championnat irlandais.
Le club est affilié à la fédération du Munster et ses joueurs peuvent être sélectionnés pour l’équipe représentative de la région, Munster Rugby.

## Histoire
Le club est fondé en 1947 par le révérend J.G. Guinane avec des élèves du Crescent College de Limerick,. Il obtient le statut de senior club dès 1952. Il connaît ses meilleurs résultats dans les années 1990 avec notamment quatre victoires en Munster Senior League. Old Crescent accède une première fois à la Première Division en 1992. Après une descente, le titre de Deuxième Division est remporté en 1996, puis une redescente en 1998 est suivie d'un retour d'une seule saison en D1 en 2000. Depuis, le club a manqué d'un rien la remontée à deux reprises, terminant second en 2002 et 2003. Depuis 2006, l'équipe première est entraînée par l'ancien international gallois Mark Ring.

## Palmarès
- Championnat d'Irlande de Deuxième Division () : 1996
- Munster Senior League (4) : 1992, 1997, 1999, 2000
- Munster Senior Cup () : 
  - Finaliste(2) : 1955, 1962,
- Munster Junior Cup : 
  - Finaliste (2) : 1951, 1956,

## Joueurs célèbres
Son plus célèbre joueur fut un... acteur, Richard Harris, qui joua le rôle d'Albus Dumbledore dans les deux premiers Harry Potter.
- Paddy Berkery
- Richard Harris